# Edmond Noel
Edmond Favor Noel, född 4 mars 1856 i  Holmes County, Mississippi, död 30 juli 1927 i Lexington, Mississippi, var en amerikansk demokratisk politiker. Han var Mississippis guvernör 1908–1912.
Noel gjorde en lång karriär som delstatspolitiker i Mississippi, först i Mississippis representanthus och sedan i Mississippis senat. År 1895 blev han först invald i delstatssenaten med omval 1899. Efter förlust i guvernörsvalet 1903 kandiderade Noel på nytt fyra år senare och vann.
Noel efterträdde 1908 James K. Vardaman som Mississippis guvernör och efterträddes 1912 av Earl L. Brewer. År 1920 tillträdde han på nytt som ledamot av Mississippis senat.
Noel avled 1927 och gravsattes på Odd Fellows Cemetery i Lexington i Mississippi.